# Archivolto

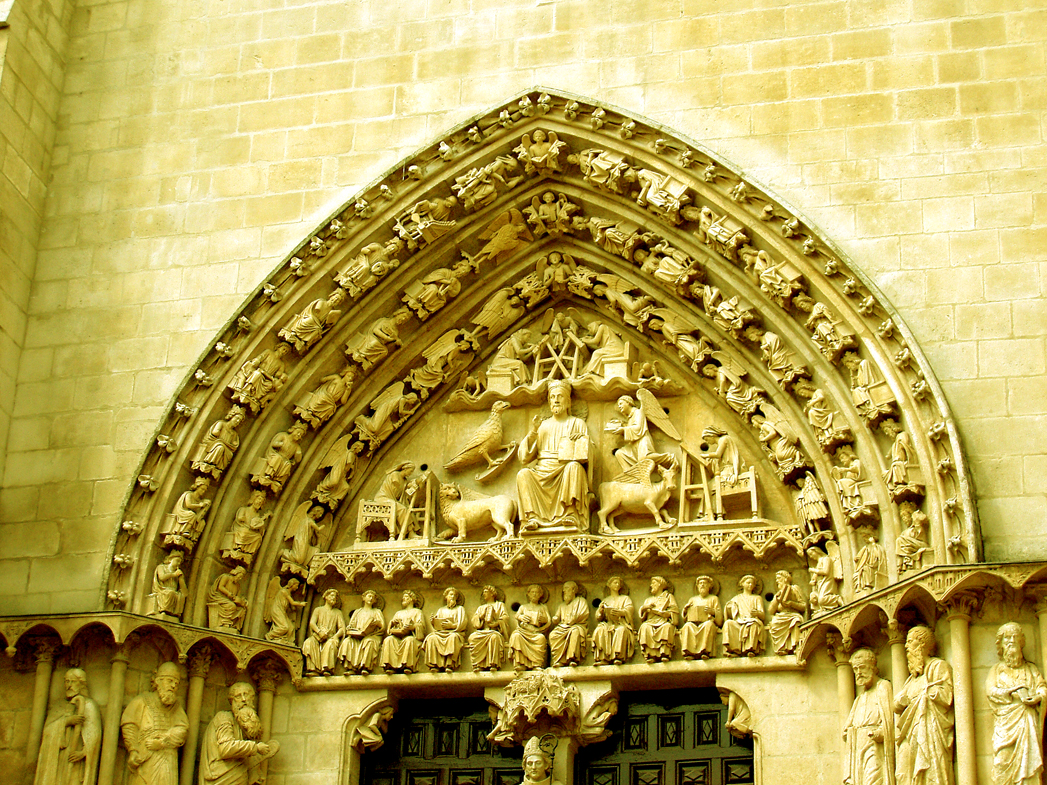
Archivolto a modanatura decorata sulla Cattedrale di Burgos (Spagna)

L'archivolto è un elemento architettonico che corona l’arco di una porta o finestra o di altra apertura avente varie funzioni (acquedotti, navate, porticati...).In particolare, è la fascia (solitamente posta all'esterno) a modanatura semplice o decorata dell'imbotte dell'arco (più evidente nel caso di archi strombati) che si profila seguendone il perimetro.
L'archivolto non ha generalmente una funzione statica, risultando il più delle volte puramente decorativo. Ricorre nell'architettura romana, dove segue le forme dell'arco e, successivamente, con decorazioni in linea con lo stile, in quelle romanica e rinascimentale.
La sua funzione principale è quella di accentuare il valore spaziale dell'arco. L'archivolto riprende i motivi decorativi delle trabeazioni, dei fregi, delle cornici e dei pilastri.
Può essere ottenuto con i conci a sporgere se l'arco è in pietra o con elementi in cotto se l'arco è in muratura.
In alcuni casi è usato come sinonimo di ghiera.